# Jonatan Rodriguez
Jonatan Gulliver Rodriguez, född 2 december 1976 i Stockholm, är en svensk skådespelare.
Rodriguez examinerades från Teaterhögskolan i Stockholm 2002. Jonatan Rodriguez hade dock redan 1994 debuterat i TV-serien Tre Kronor som Tage "Taggen" Lindgren. Han har även medverkat i SVT:s serier Saltön, Hata Göteborg och Babylonsjukan samt i Oskyldigt dömd på TV4.
Han är son till skådespelaren Juan Rodríguez och Gunnel Bratell samt bror till Oyana Rodriguez-Lugn och styvson till skådespelaren Lotta Tejle. År 2010 flyttade Jonatan Rodriguez, som har en spansk far och svensk mor, till Sydamerika och sedan Spanien.

## Filmografi (i urval)
- 1994 – Tre Kronor (TV-serie)
- 2004 – Babylonsjukan
- 2005 – Saltön (TV-serie) (även 2007)
- 2006 – Keillers park
- 2007 – Hata Göteborg
- 2008 – Oskyldigt dömd (TV-serie)
- 2009 – 183 dagar (TV-serie)
- 2009 – Chihuahuan från Beverly Hills (röst)
- 2010 – Kommissarie Winter (TV-serie)
- 2010 – Återfödelsen
- 2012 – En plats i solen
- 2012 – Solsidan (TV-serie)
- 2013 – Ego
- 2014 – Ettor nollor (TV-serie)
- 2015 – Tsatsiki, farsan och olivkriget
- 2015–2016 – Min bror kollokungen (TV-serie)
- 2017 – Gåsmamman (TV-serie)
- 2018 – Ted - För kärlekens skull
- 2018–2020 – Advokaten (TV-serie)
- 2019 – Ring mamma!
- 2019 – Sune – Best Man
- 2021 – Eva & Adam
- 2022 – Kronprinsen som försvann (TV-serie)
- 2025 – Genombrottet (TV-serie)

## Teater

### Roller (ej komplett)
| År   | Roll             | Produktion                                                            | Regi                  | Teater                    |
| ---- | ---------------- | --------------------------------------------------------------------- | --------------------- | ------------------------- |
| 2007 |                  | Romeo och Julia (The Tragedy of Romeo and Juliet) William Shakespeare | Maria Löfgren         | Göteborgs stadsteater     |
| 2008 | Konstapel Brophy | Arsenik och gamla spetsar (Arsenic and Old Lace) Joseph Kesselring    | Eva Dahlman           | Stockholms stadsteater    |
| 2013 |                  | Utbrott Gustav Tegby                                                  | Rikard Lekander       | Profilteatern             |
| 2013 |                  | Tre systrar (Три сeстры, Tri sestry) Anton Tjechov                    | Dennis Sandin         | Uppsala stadsteater       |
| 2015 |                  | Vad är det som händer? Erik Holmström                                 | Nora Nilsson          | Riksteatern               |
| 2017 | Huvudroll        | Bonsai Josefine Adolfsson                                             | Rasmus Lindgren       | Unga Klara                |
| 2019 | Amir             | Äkta känner äkta Alexander Salzberger                                 | Olof Hanson           | Kulturhuset Stadsteatern  |
| 2019 | Guildenstern     | Hamlet Jens Ohlin och Hannes Meidal                                   | Jens Ohlin            | Teater Galeasen/ Dramaten |
| 2021 |                  | Ambulans Paula Stenström Öhman                                        | Paula Stenström Öhman | Dramaten                  |